# Семен Ахумян
Семен Тигранович Ахумян (вірм. Սեմյոն Տիգրանի Հախումյան, 17 лютого 1930, Єреван — 16 травня 2016) — вірменський радянський політичний, громадський і державний діяч.
Син драматурга Тиграна Ахумяна.

## Життєпис
Народився 17 лютого 1930 року в Єревані.
- 1947 — закінчив середню школу в Єревані.
- З 1948 — член спілки радянських письменників.
- 1952 — закінчив філологічний факультет Єреванського державного університету.
- 1952—1957 — аспірантура кафедри російської мови того ж університету. Кандидат філологічних наук.
- З 1955 — член КПРС.
- З 1956 — викладач російської мови і літератури в тому ж університеті.
- 1963 — призначений вченим секретарем ради Єреванського державного університету. Доцент (1965).
- 1965—1972 — проректор з навчальної роботи.
- З вересня 1972 — ректор Єреванського державного педагогічного інституту російської та іноземних мов імені Брюсова.
- 1973—1989 — міністр освіти Вірменської РСР.
- 1975 — обраний депутатом Верховної ради Вірменської РСР.
- 1976 — член ревізійної комісії ЦК КП Вірменської РСР.
- Нагороджений двома орденами Трудового Червоного Прапора (1986, …), медаллю Мовсеса Хоренаці (2000)[1]. Заслужений вчитель Вірменської РСР. Лауреат Державної премії Вірменської РСР (1988).
- З 1992 по 2008 рік проректор Єреванського Державного Університету.

Помер 16 травня 2016 року у віці 86 років в Єревані.